# Bicicletta a pedalata assistita

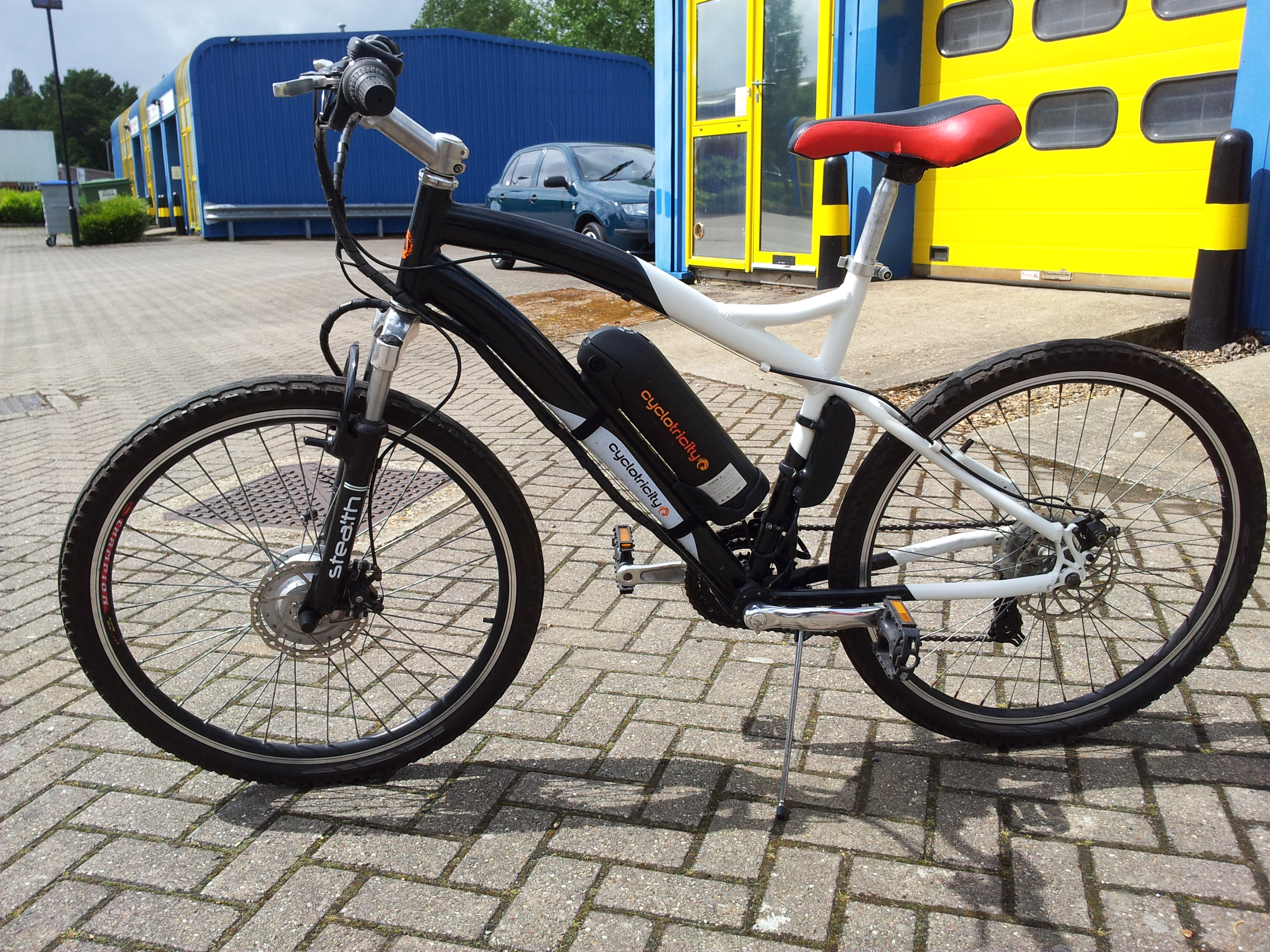
Mountain bike a pedalata assistita

La bicicletta a pedalata assistita (EPAC - Electric pedal assisted cycle, detta anche pedelec o bipa), detta anche ebike o eMTB per le mountain bike dotate di pedalata assistita, è una bici alla cui azione propulsiva umana si aggiunge a supporto quella di un motore. 

## Storia
In passato esistevano le bicimotore, dove era comune l'uso di un motore a combustione interna, mentre negli ultimi anni i motori sono quasi esclusivamente elettrici, con il primo motore di questo tipo introdotto nel 1993 da Yamaha. Si dovrà tuttavia aspettare il 2010 per vedere la prima e-bike sul mercato, grazie alla tedesca Haibike che presentò a Eurobike la eQ Xduro.
La bicicletta a pedalata assistita in questa configurazione è molto silenziosa, non ha nessuna emissione inquinante durante il funzionamento ed assicura diversi km di autonomia usando l'assistenza del motore grazie alla presenza di una batteria al litio con un coefficiente di ripartizione del lavoro fra motore e ciclista variabile e spesso selezionabile dal ciclista stesso.

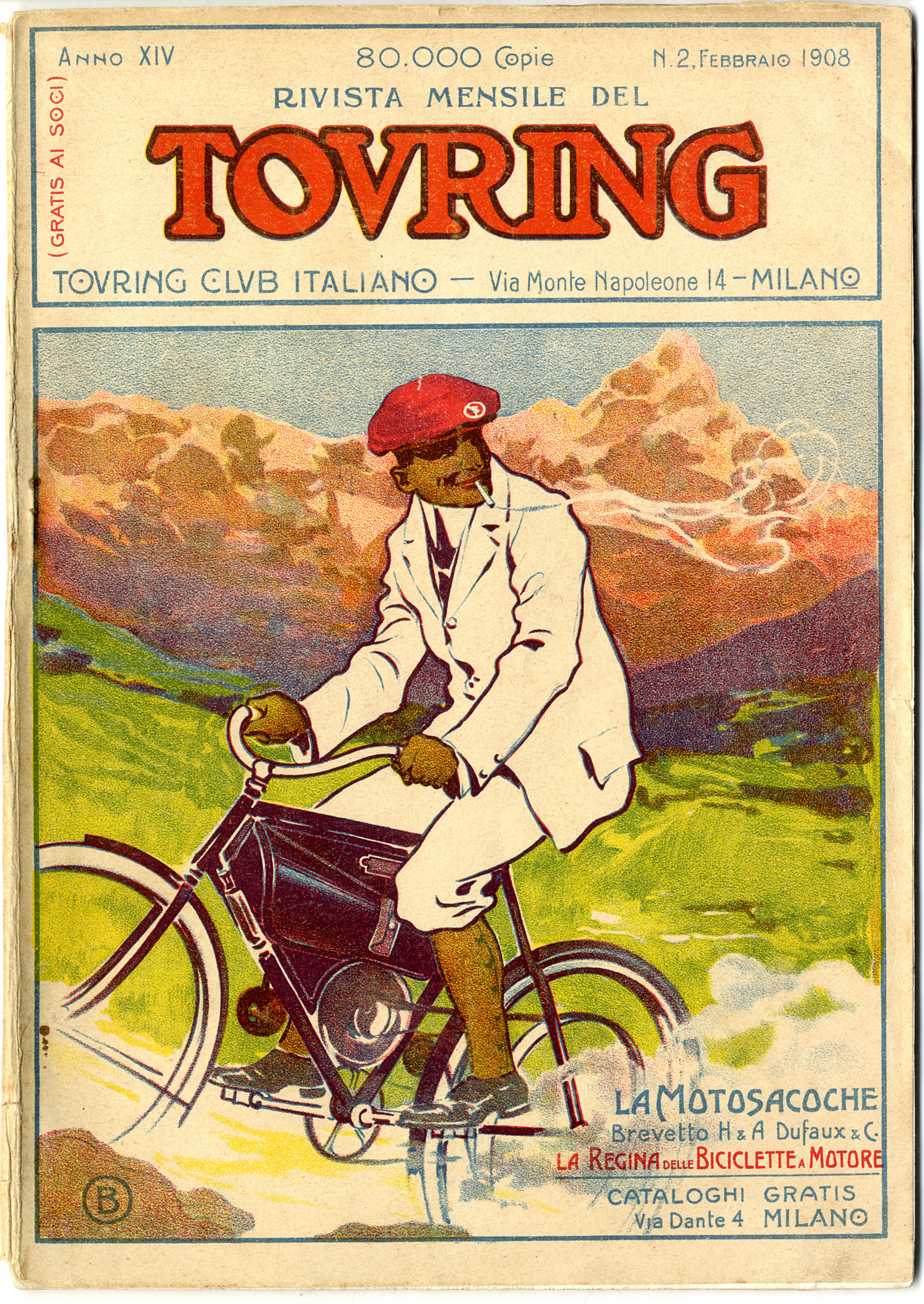
Pubblicità di un bicimotore del 1908

## Descrizione

### Componenti

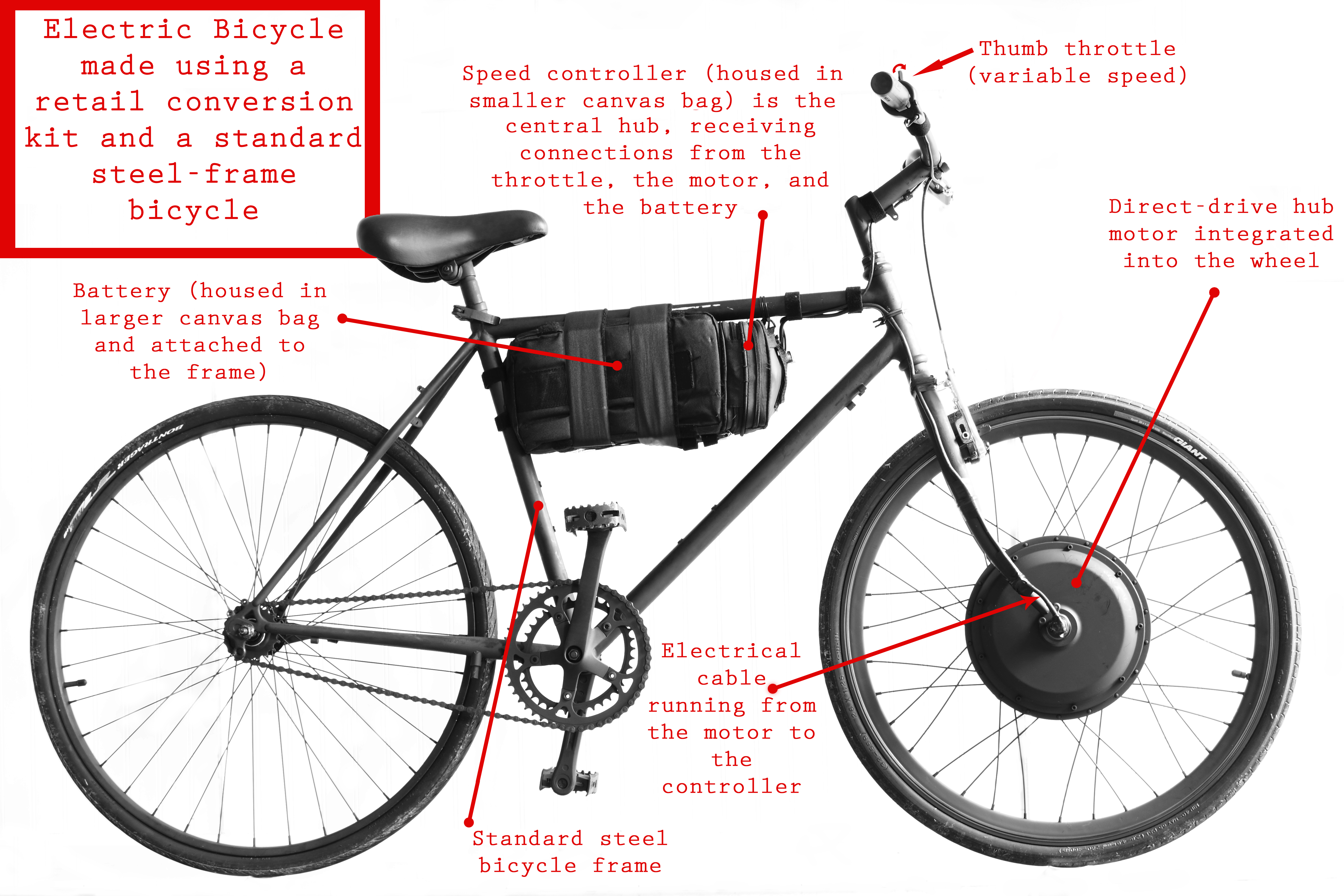
Diagramma di una bicicletta a pedalata assistita

In aggiunta ai componenti di una bici classica, quella a pedalata assistita è composta da:
- Motore
- Batteria
- Caricabatteria
- Freno (interruttore elettrico)
- Centralina e blocco di accensione
- Sensore di pedalata
- Indicatore dello stato di carica della batteria

### Motore

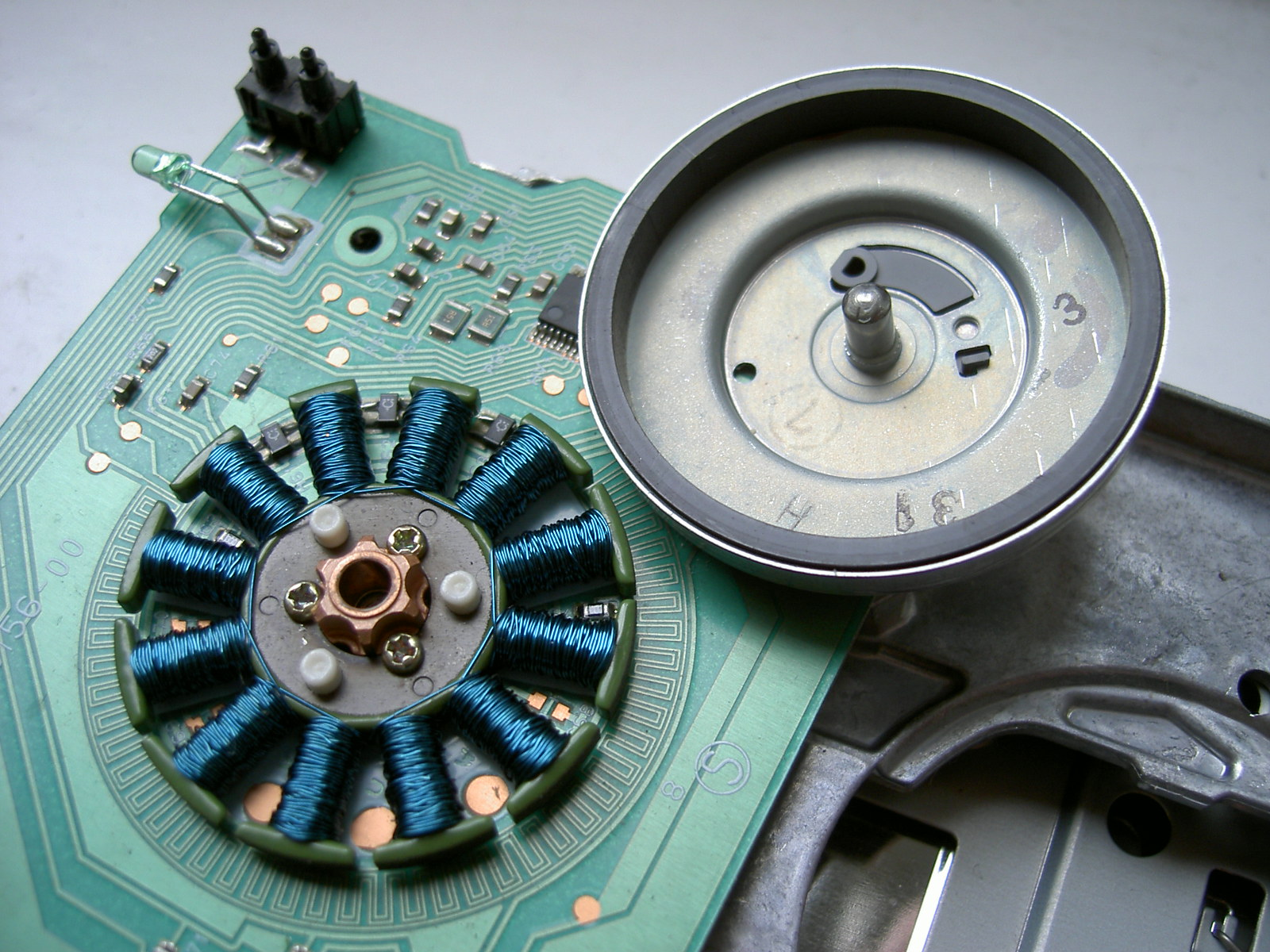
Motore brushless

Sono motori elettrici in corrente continua con tensioni da 12 a 48 V, integrati sull'asse di una delle due ruote, spesso su quella posteriore oppure il motore può essere posto anche assiale ai pedali tramite un ingranaggio e la catena di trasmissione. Si possono dividere in due categorie:
- senza spazzole (brushless)
- con le spazzole (brushed)

I motori brushless hanno il vantaggio di non necessitare di alcuna manutenzione e sono leggermente più costosi.
La potenza dei motori attualmente (2005) in commercio va da 180 ad oltre 1000 Watt. Più brevemente, essendo oramai elettriche la quasi totalità delle biciclette a pedalata assistita, si parla di e-bike. Questo termine però è meno preciso e in esso si includono anche biciclette che vanno fuori della definizione del codice della strada, in particolare quelle in cui il motore funziona indipendentemente dalla pedalata.
Tanto per avere un'idea degli ordini di grandezza, un motore da 250 W permette ad una persona di circa 80 kg, partendo da fermo ed arrivando fermo, di percorrere una pendenza del 10% (circa 100 metri con un dislivello di 10 metri) ad una velocità media di 9 km/h.
Infatti, per il principio di conservazione dell'energia, il lavoro necessario a portare m=100 kg (80 kg di conducente + 20 kg di bicicletta) contro la forza di gravità (cioè m×g) per un dislivello di 10 metri (h2-h1) è pari ad e=m×g×(h2-h1)=104 J. La potenza necessaria ad erogare questa energia e in un tempo T=spazio/velocità=10 [m] /0,25 [m/s] è pari a P=e/T=10000J/40s= 250 W  
Naturalmente questo non vuol dire che un motore da 250 W nominali è in grado di erogare esattamente la potenza di cui sopra, perché il rendimento del motore è generalmente minore di 1 di una decina o più di punti percentuali. D'altra parte, però, questi motori sono generalmente in grado di erogare potenze di picco (cioè per un breve lasso di tempo) nettamente maggiori della loro potenza nominale continua, quindi sotto sforzo possono assistere anche di più: diverse potenze di picco e diversi sistemi di gestione dell'assistenza consentono quindi prestazione anche molto diverse da motore a motore.

### Batteria

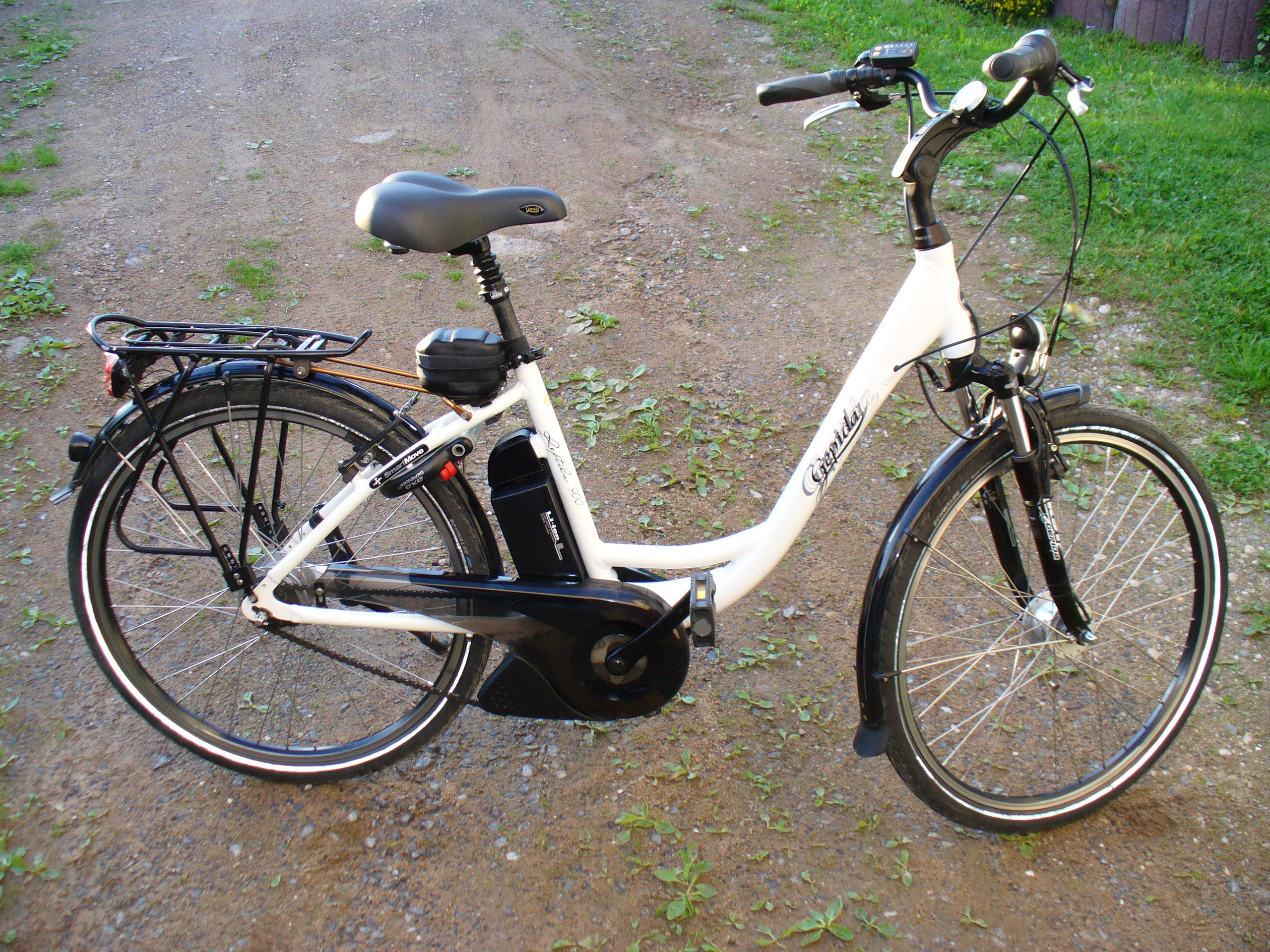
Modello da donna

Esistono molti tipi di batterie in base al componenti chimici della batteria e alla capacità. Il costo del mezzo dipende dalla batteria. Le batterie più affidabili sono quelle agli ioni di litio da 10-15 Ah da 24 a 36 V. Con batterie di questa capacità (200-250 Wh o 0,72-0,9 MJ di energia immagazzinata) si possono percorrere a seconda del livello di assistenza e del peso del veicolo e del ciclista dai 40 a 180 km e oltre.
Precedentemente (2006-2008) si utilizzavano, ed esistono ancora in commercio, batterie al piombo e NiMh da 12V-24 V 10 Ah molto più pesanti e molto meno performanti di quelle agli ioni di litio. I modelli con queste batterie costano molto meno e talvolta sono vendute in stock sui principali canali internet.

### Collocamento del motore
A seconda del collocamento del motore, nei vari modelli di bicicletta, possono cambiare le prestazioni generali e il comportamento del mezzo con vantaggi e svantaggi a seconda dei casi:
Il collocamento del motore nel mozzo della ruota anteriore ha il vantaggio di una relativa facilità di implementazione del sistema elettrico propulsivo (con relativa riduzione dei costi di realizzazione) e una migliore distribuzione dei pesi, specie se la batteria si trova collocata sul portapacchi posteriore. Tuttavia si contrappone una possibile scarsa manovrabilità in fase di partenza su fondi scivolosi o su salite ripide dovuti alla presenza della trazione motrice sulla ruota anteriore. Inoltre le forti sollecitazioni di trazione a carico della forcella anteriore, che è direttamente collegata al motore, possono concorrere alla sua rottura, specie se ammortizzata.
Per questo motivo, i motori che vengono collocati nel mozzo anteriore, non dispongono generalmente di coppia elevata.
Non è una soluzione idonea per tragitti con frequenti e lunghe salite, perché il motore non può sfruttare il cambio della bicicletta, se presente, oltre a incorrere a problemi di slittamento della ruota in quanto soffrire del trasferimento di peso all'asse posteriore, situazione che si verifica in salita e/o in accelerazione e pertanto potrebbe non essere in grado di contribuire efficacemente all'avanzamento del mezzo per via della ridotta aderenza della ruota in tali circostanze.
Il collocamento del motore nel mozzo della ruota posteriore ha il vantaggio di sfruttare la trazione motrice posteriore, migliorando la guidabilità e la stabilità del mezzo. Di contro la bicicletta rimane sbilanciata con il peso sul posteriore, peggio ancora se la batteria è montata sul portapacchi posteriore. Tuttavia il collocamento della forza motrice sulla ruota posteriore favorisce la possibilità di installare motori di coppia motrice maggiore senza inficiare la stabilità e l'integrità del veicolo. Anche in questo caso, tuttavia, non potendo sfruttare il cambio di velocità, il sistema non è particolarmente adatto per tragitti con frequenti salite specie se ripide, in quanto a lungo andare potrebbero portare al surriscaldamento del motore e/o dei componenti elettrici con conseguenti possibili guasti.
Il motore collocato sull'asse dei pedali ha la possibilità di usufruire del cambio di velocità presente nella bicicletta, sfruttando lo stesso principio del cambio degli autoveicoli, con grande vantaggio soprattutto nelle salite dove, grazie all'uso di adeguati rapporti, è possibile superare pendenze notevoli. Di contro necessita di telai studiati e costruiti appositamente con specifiche adatte al loro collocamento e con costi di realizzazione elevati. Inoltre, essendo il motore direttamente collegato alla catena di trasmissione, si ha una maggiore usura degli organi di trasmissione.
Tuttavia, considerando l'esigua potenza di 250 W ammessa dal codice della strada, la possibilità di sfruttare il cambio fa di questi motori degli ottimi "scalatori" anche su percorsi montani. Si tratta di una soluzione adottata soprattutto su biciclette di alta gamma, incluse mountain bike di elevato livello tecnico.
La maggior parte delle biciclette che adottano questa soluzione sono generalmente equipaggiate con un sensore di sforzo sul movimento dei pedali.

### Sensore di pedalata
Si tratta di un componente fondamentale di una bici elettrica a pedalata assistita: il sensore di pedalata deve comunicare alla centralina se si sta effettivamente pedalando; solo in questo caso il motore può essere attivato, secondo le normative europee. Ne esistono fondamentalmente di due tipi: quelli che rilevano la semplice rotazione dei pedali, e quelli che rilevano lo sforzo effettivamente impresso dal ciclista sui pedali. I sensori di primo tipo vengono generalmente realizzati attraverso dei magneti che a ogni rotazione del pedale attivano un sensore fisso sul telaio della bicicletta; sono economici, ma determinano un certo ritardo alla partenza (in quanto bisogna aspettare che un numero sufficiente di magneti sia passato davanti al sensore). I sensori che rilevano lo sforzo possono essere di vario tipo, ma in pratica riescono a stimare la potenza impressa dal ciclista sui pedali; questi sistemi sono di solito più costosi, ma permettono una pedalata più naturale, in quanto sono più reattivi.

#### Sensore di sforzo
Nella maggior parte dei velocipedi con motore collocato sull'asse dei pedali (e meno frequentemente su modelli con motore al mozzo) è presente un sensore di sforzo (o di pressione). Tale sensore dà il consenso all'attivazione del motore alla minima pressione del piede sul pedale. La partenza da fermo e l'attivazione del motore sono dunque istantanee e coincidono con la pressione del piede sul pedale. In assenza di pressione sul pedale, l'assistenza elettrica cessa.
Questo sistema permette di modulare la spinta della propulsione elettrica durante la marcia in maniera molto naturale e precisa, cioè in accordo con la spinta esercitata dalle gambe sui pedali (più si spinge sui pedali e più il motore assiste con vigore e viceversa), restituendo la sensazione di una pedalata naturale, e la conduzione del mezzo si può considerare quasi al pari di una comune bicicletta muscolare. Lo svantaggio è quello di dover costantemente contribuire muscolarmente all'avanzamento del mezzo, anche se in misura relativamente modesta, a seconda del livello di assistenza selezionato e della pendenza stradale (di qui la percezione di pedalare una normale bicicletta con la piacevole impressione di essere in ottima forma fisica).
È un sistema che favorisce un modesto allenamento fisico del conducente perché mantiene costantemente attivi il cuore, i muscoli e la circolazione del sangue ad un ritmo leggermente più elevato rispetto allo stato di riposo, ma senza particolare affaticamento fisico, tranne nel caso di lunghe e lunghissime percorrenze.
L'obbligo da parte del conducente di contribuire muscolarmente all'avanzamento del mezzo, aiuta a ridurre il consumo della batteria, estendendone di fatto l'autonomia.

#### Sensore di rotazione
Nella maggior parte dei mezzi con motore collocato nel mozzo, non è presente un sensore di sforzo bensì è presente un sensore di rotazione, la cui implementazione è tecnicamente molto più semplice ed economica: in questo caso il consenso all'attivazione del motore avviene contestualmente alla rotazione dei pedali e non con la pressione esercitata sugli stessi. Pertanto la "prima pedalata" che si effettua alla partenza avviene esclusivamente per mezzo dello sforzo muscolare del conducente. Appena la rotazione dei pedali è avviata, il motore si attiva con una spinta costante e non modulabile dal conducente, legata ai livelli di assistenza disponibili, fino al raggiungimento della massima velocità di rotazione del motore (a circa 25 km/h) che è possibile mantenere senza alcuno sforzo muscolare, semplicemente continuando a ruotare i pedali. L'interruzione della rotazione dei pedali disattiva automaticamente l'assistenza elettrica.
Nei modelli più evoluti può essere presente una regolazione fine dell'assistenza, attuabile dal conducente tramite un acceleratore a mano. Tuttavia, anche in questo caso, il consenso all'attivazione del motore deve avvenire tramite rotazione dei pedali. Ciò è indispensabile perché il mezzo sia a norma di legge per la circolazione su strade pubbliche. La sensazione di guida, con l'adozione del sensore di pedalata, è più simile alla conduzione di un piccolo ciclomotore piuttosto che una bicicletta, ma si ha il vantaggio di poter mantenere l'andatura senza alcun sforzo muscolare. Nelle salite, tuttavia, il contributo muscolare si rende spesso necessario vista l'esigua potenza ammessa dal codice della strada.
Un importante svantaggio di questo sistema è la difficoltà da parte del conducente di poter procedere a velocità inferiori a quelle imposte dal livello di assistenza selezionato: in altre parole risulta molto difficile, ad esempio, riuscire a tenere la stessa andatura di un compagno di viaggio che ci affianca con un'altra bicicletta.
Inoltre, la possibilità da parte del conducente di essere esonerato dal contributo muscolare all'avanzamento del mezzo, fa lievitare il consumo della batteria riducendone di fatto l'autonomia.

## Autonomia
Tralasciando quella ottenibile senza l'ausilio del motore elettrico, che è paragonabile a quella delle biciclette classiche e cioè teoricamente infinita, l'autonomia dipende da molti fattori quali:
- il percorso
- il peso
- la velocità
- la postura e gli indumenti del ciclista
- il tipo di asfalto
- lo stato della batteria e la sua carica residua
- la pressione delle gomme

Se prendiamo come riferimento una bici di classe medio buona con componenti di qualità buona , possiamo dire che in linea generale una batteria da 300 wattora può assistere con la pedalata per circa 55 km che diventano 35km nel caso di un percorso con varie salite e salgono invece a 75km in caso di un percorso pianeggiante.
Con il passare del tempo l’autonomia della batteria inizierà a diminuire gradualmente ,di solito questo succede dopo i primi 18 / 24 mesi , se la batteria comunque è stata gestita in forma ottimale
Solitamente i dati riguardanti l'autonomia si riferiscono a un percorso senza dislivelli, con un ciclista sui 70 kg di peso, una media di 20 km/h, in posizione eretta o leggermente inclinata in avanti e con un asfalto in buono o ottimo stato e poco ruvido. Le batterie si intendono cariche e in piena efficienza.

## Sport e critiche
La Rai ha documentato l'esistenza di biciclette munite di sistema di asservimento alla pedalata, del tutto identiche alle biciclette tradizionali; l'ex corridore e commentatore Davide Cassani ha infatti espresso l'ipotesi che tali biciclette sarebbero state usate da alcuni ciclisti professionisti durante le gare: dotate di un motore elettrico nascosto tramite un comando simile ad un tasto, posto sotto al manubrio, avrebbero aiutato gli atleti nelle competizioni, indicando tra gli atleti scorretti il professionista svizzero Fabian Cancellara, ma tale accusa non è mai stata provata ed è rimasta una pura congettura e successive analisi hanno mostrato come l'accusa stessa fosse comunque improbabile.
Questo fenomeno viene identificato come doping tecnologico e sono stati accertati diversi casi.

## Sicurezza e salute
La bicicletta elettrica, come qualsiasi dispositivo a batterie, può incorrere all'esplosione delle batterie, fenomeno relativamente raro, ma dal potenziale rischio letale, per il resto della componentistica non differisce dalle biciclette muscolari tradizionali.
Dato che è necessario pedalare, l’attività fisica legata all’uso di una bicicletta a pedalata assistita è di ‘intensità moderata a vigorosa’. Se, rispetto a una bicicletta tradizionale, la bici elettrica può comportare una leggera riduzione dell’intensità fisica per effetto di sostituzione, questa intensità fisica rimane comunque sensibilmente più alta rispetto alla guida di un’auto. Di conseguenza, l’uso di una bicicletta a pedalata assistita rappresenta un’opportunità per migliorare la propria salute e la mobilità in modo ecologico rispetto alle automobili.

## Direttiva Europea 2002/24/CE: definizione della bicicletta a pedalata assistita
La direttiva europea 2002/24/CE (articolo 1, punto h) definisce la bicicletta a pedalata assistita come una bicicletta dotata di motore elettrico ausiliario e con le seguenti caratteristiche:
- potenza nominale massima continua del motore elettrico: 0,25 kW;[11]
- alimentazione del motore progressivamente ridotta e quindi interrotta al raggiungimento dei 25 km/h;
- alimentazione del motore interrotta prima dei 25 km/h se il ciclista smette di pedalare.

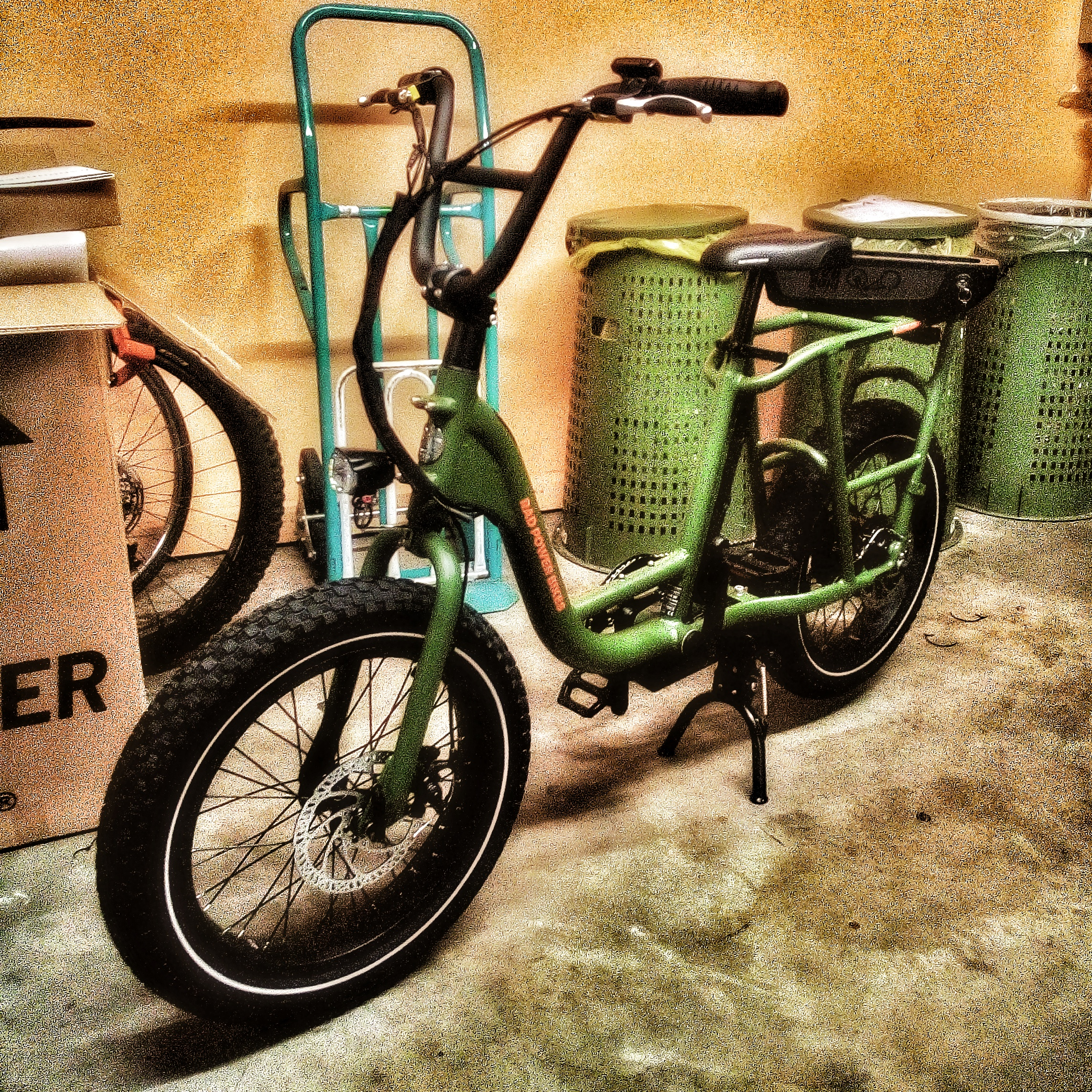
Rad Runner E-Bike 0,25kW

Ai veicoli che soddisfano questa direttiva non viene richiesta l'omologazione e sono considerati a tutti gli effetti come le biciclette tradizionali. Veicoli invece che non soddisfano contemporaneamente questi requisiti non possono essere considerati biciclette e devono essere quindi omologati e immatricolati. Questa direttiva è stata recepita in Italia con il decreto 31 gennaio 2003 del Ministero delle Infrastrutture e dei Trasporti ed è pertanto in vigore.